# Стожице (стадион)
Стадион «Стожице» (словен. Stadion Stožice) — футбольный стадион в Любляне, построенный в 2010 году. Это домашняя арена футбольного клуба «Олимпия» и национальной сборной Словении по футболу.

## История
«Стожице» футбольный стадион в столице Словении Любляне и с вместимостью в 16 038 человек — это самый большой футбольный стадион в стране. На арене расположены 558 VIP-мест, 210 мест для журналистов и 97 безбарьерных мест для маломобильных групп. Стадион был открыт 11 августа 2010 года матчем сборной Словении и Австралии по футболу, на игре присутствовали 16135 зрителей, что стало рекордом посещаемости футбольного матча в Словении.
Стадион расположен на севере Любляны и вместе с многоцелевым залом «Арена Стожице» и торговым центром на 120 магазинов образует Спортивный Парк «Стожице». Площадь стадионного комплекса составляет 24 614 квадратных метров. Сам парк в Стожице имеет площадь около 155 000 квадратных метров.
Стадион в основном используется футбольным клубом Олимпия, одной из ведущих команд в словенском футболе. Здесь также проходят игры сборной Словении по футболу. Спортивное сооружение рассчитано на концерты, которые могут посетить до 23 000 зрителей.
В 2012 году стадион принимал 6 матчей чемпионата Европы по футболу среди юношей до 17 лет, включая финальный поединок.
В 2021 году на этом стадионе состоялся финал чемпионата Европы среди игроков не старше 21 года.

## Галерея

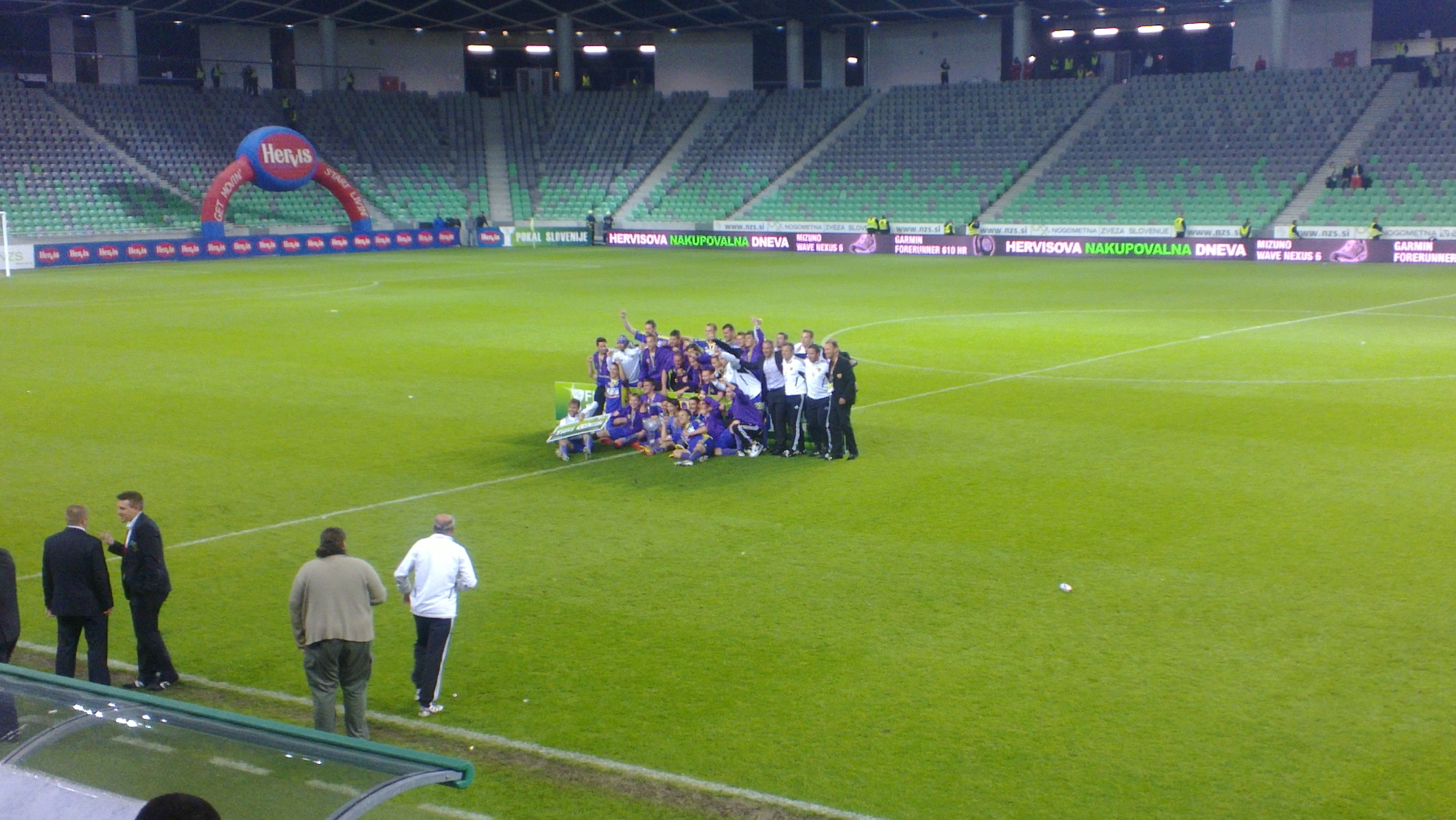
Финал Кубка Словении 2012 года